# ニルガイ
ニルガイ（Nilgai、学名：Boselaphus tragocamelus）はウシ科ウシ亜科ニルガイ属に分類される偶蹄類。主にインド半島に原生。アメリカ合衆国テキサス州などで、移入後野生化したものも見られる。

## 特徴
体長は180cmから200cmでオスは15cmから20cmの2本の角を有する。頸がウマに似ていることから、「ウマシカ」「ウマカモシカ」などとも呼称される場合がある。前肢が長く、身体が傾いており、頸の背面に鬣を持つ。体毛は短く、オスは暗い灰色、メスは灰褐色でそれぞれ部分的に黒毛や白い斑点、縞などがある。
ヒマラヤ山麓からマイソール、ベンガル、パンジャブ間の地域の平原に生息し、オス1頭に対し、メス数頭のハーレムを形成して行動する。活動時間帯は昼間で、木の葉や草、果実等を食べる。
12月から3月にかけて繁殖期が訪れる。

## その他
日本ではアドベンチャーワールド、姫路セントラルパークなどで目にすることができる。